# إسحاق دانتسيغر

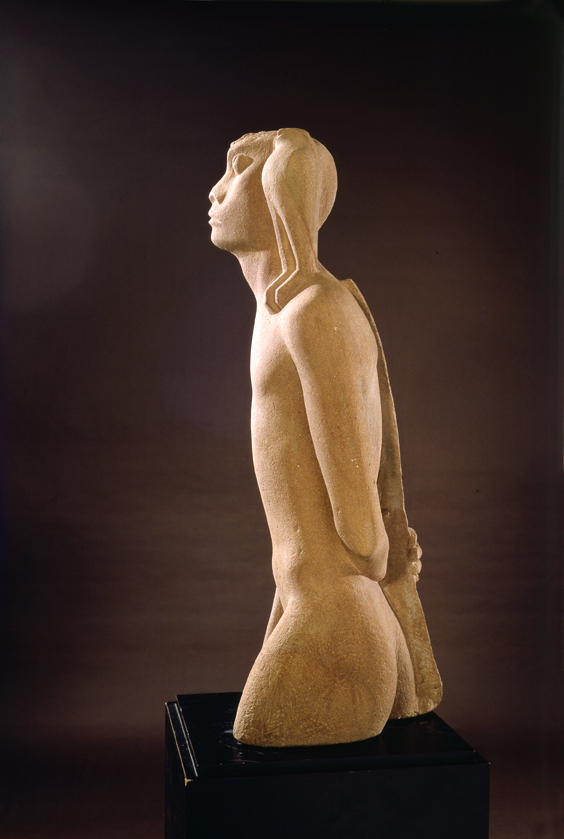
نمرود (1939)، مجموعة متحف إسرائيل.

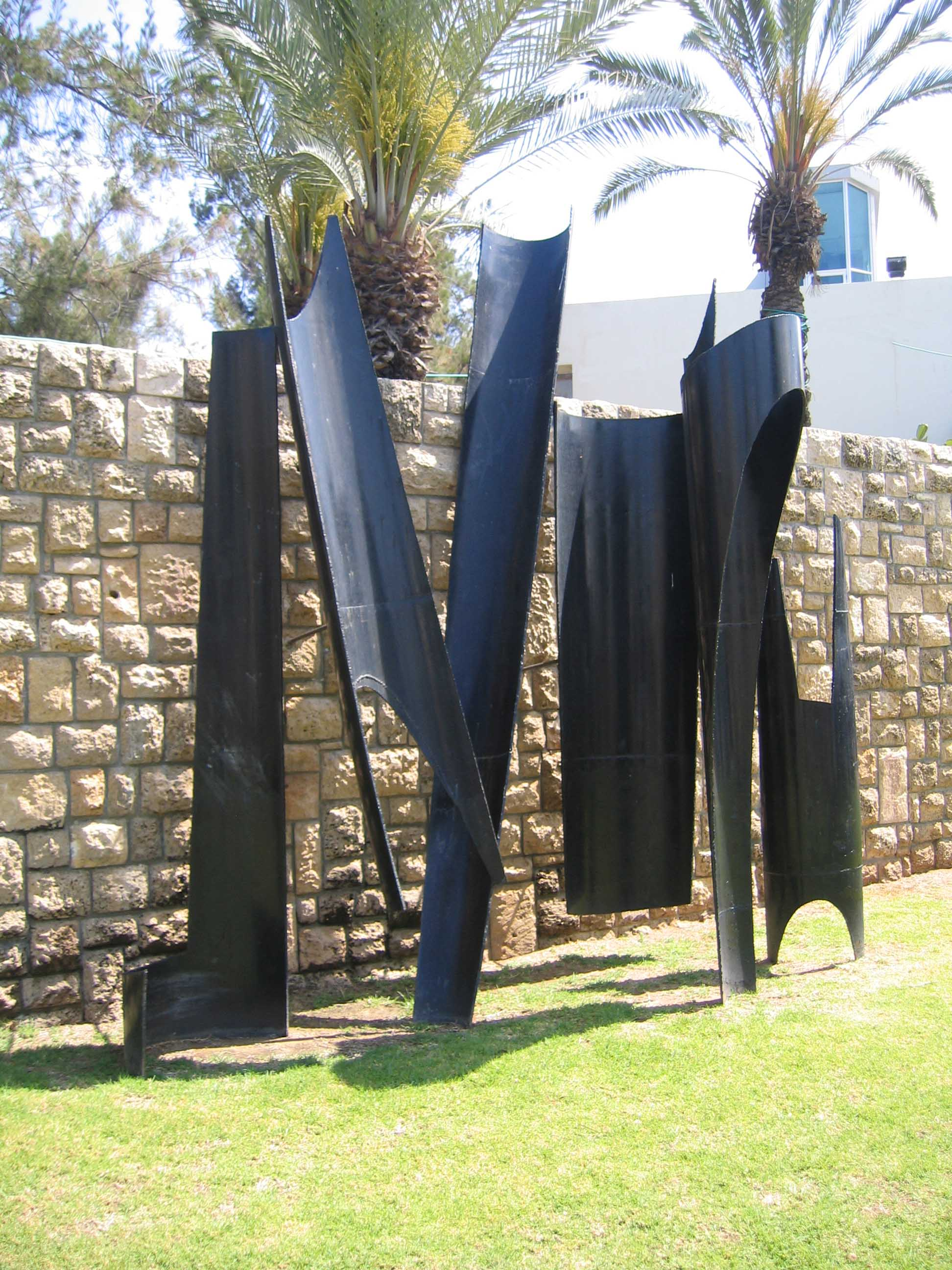
من أجل الذين سقطوا (1962)، بيت ياد لبنانيم، حولون

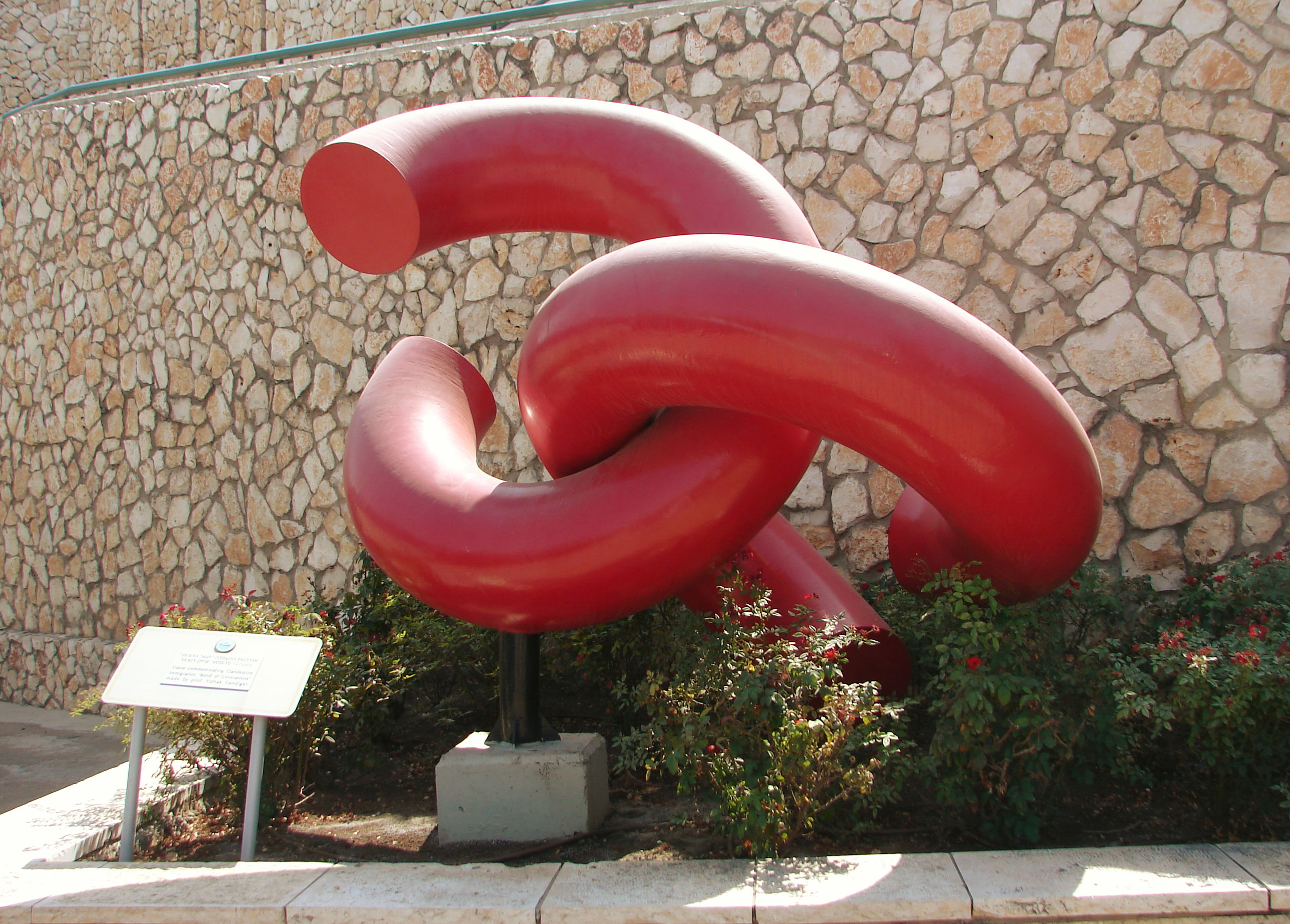
كيشير هادوروت (التواصل بين الأجيال)، نصب تذكاري للهجرة اليهودية السرية لأرض إسرائيل، يقوم عند مدخل متحف الهجرة السرية والبحرية، حيفا، إسرائيل

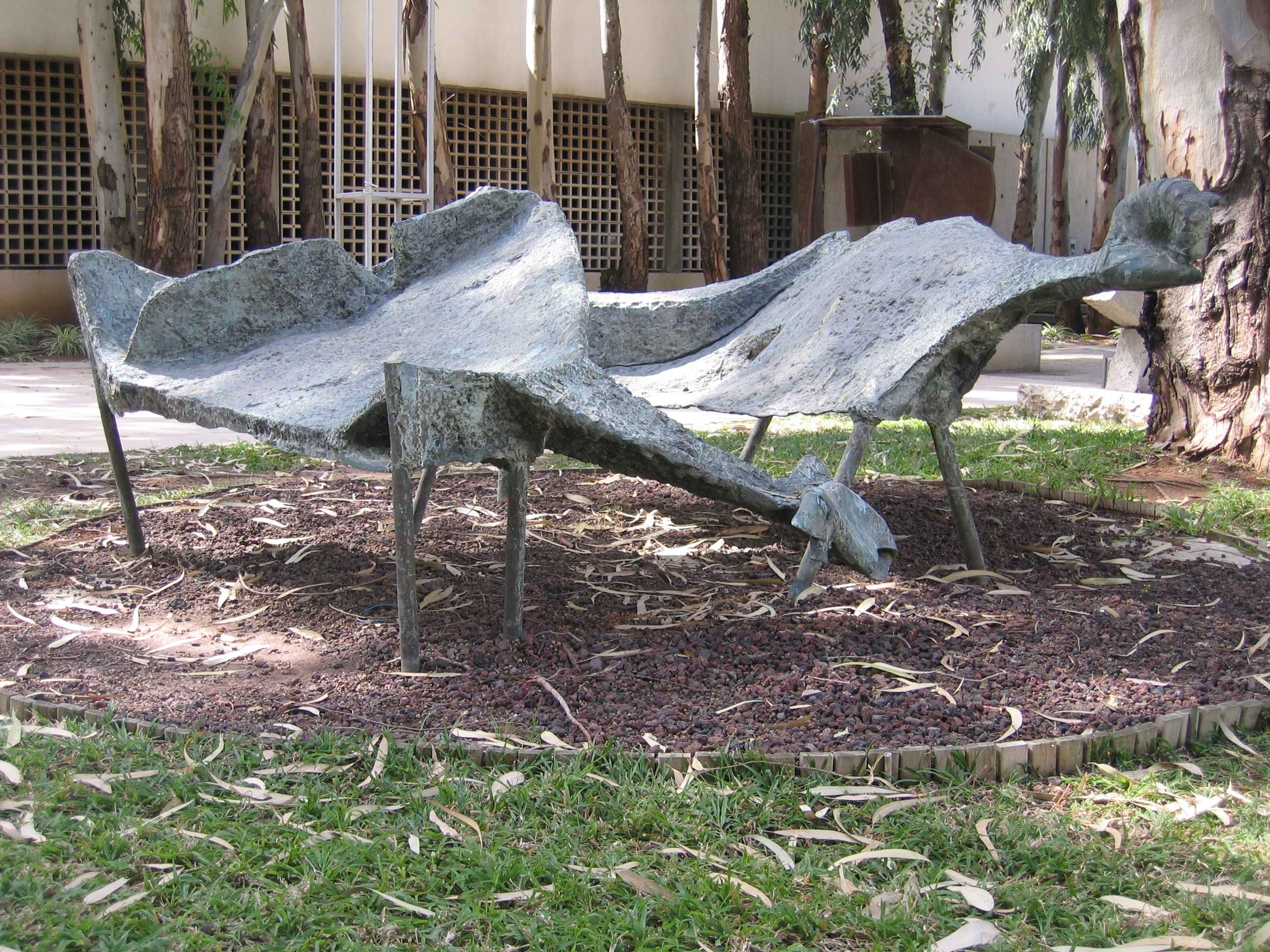
خرفان النقب (1963)، متحف تل أبيب للفنون.

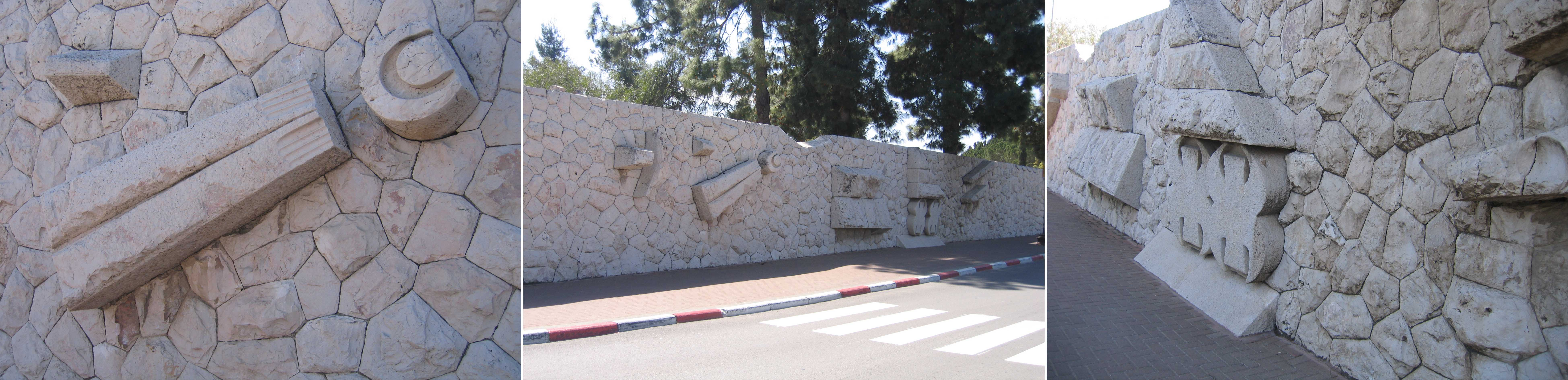
الإغاثة (1958)، جفعات رام، القدس.

إسحاق دانتسيغر (بالعبرية: יצחק דנציגר‏) (26 يونيو 1916 - 11 يوليو 1977) نحات إسرائيلي. كان أحد النحاتين الرواد في الحركة الكنعانية، وانضم لاحقًا إلى مجموعة «أوفاكيم هاداشيم» (آفاق جديدة).

## حياته
ولد دانتسيغر في برلين عام 1916 لعائلة صهيونية. وكان والده جراحًا وخدم في الجيش الألماني خلال الحرب العالمية الأولى.
وهاجرت أسرته إلى فلسطين تحت الانتداب البريطاني في عام 1923 واستقرت في القدس.
درس الفن في مدرسة سليد للفنون الجميلة بين عامي 1934-1937. وقام بزياراته للكثير من المتاحف حول العالم فتأثر بزياراته إلى المتحف البريطاني والمتحف الأنثروبولوجي وكذلك بالفنون من مصر القديمة وآشور وبابل وبلاد فارس والهند وأوقيانوسيا وأفريقيا. لعبت هذه الفنون لاحقًا دورًا مهمًا في منحوتاته.

## عمله الفني
عاد إلى فلسطين وأنشأ استوديو في تل أبيب عام 1937.
صنع دانتسيغر تمثاله «نمرود» في 1938-1939. ويبلغ ارتفاع التمثال 90 سم وهو مصنوع من الحجر الرملي النوبي الأحمر المستورد من البتراء في الأردن. ويمثل تمثال «نمرود» صياد عار، غير مختون، يحمل قوسًا وعلى كتفه صقر. ويبدو فيه التأثر الواضح بالتماثيل المصرية القديمة.
وحدثت فضيحة بعد إزاحة الستار عن التمثال، فلم تكن الجامعة العبرية في القدس التي كلفت دانتسيغر بصنع التمثال راضية عن النتيجة وقدمت الدوائر الدينية احتجاجات قوية.
لكن في غضون بضع سنوات، اشتهر التمثال عالميًا باعتباره تحفة فنية رئيسية من الفن الإسرائيلي، وقد أثر بشكل ملحوظ وألهم أعمال النحاتين والرسامين والكتاب والشعراء اللاحقين حتى الوقت الحاضر.
كما استُخدام تمثال نمرود كرمز للحركة الثقافية السياسية المعروفة باسم "الحركة الكنعانية"، والتي دعت إلى تجاهل التقاليد الدينية اليهودية، وقطع العلاقات مع يهود الشتات وثقافتهم، وتبنت مكانها «الهوية العبرية» على أساس الأساطير البطولية السامية القديمة - مثل أسطورة نمرود. وعلى الرغم من عدم حصول الحركة على دعم جماهيري، إلا أنها حظيت بتأثير كبير على المثقفين الإسرائيليين في الأربعينيات وأوائل الخمسينيات من القرن الماضي.

## جوائز
- جائزة ديزنغوف للنحت - 1945 [3]
- جائزة ميلو كلوب، جائزة نصب كريات أونو، تل أبيب - 1958
- جائزة إسرائيل في النحت - 1968 [4]
- جائزة ساندبرغ في النحت من متحف إسرائيل في القدس - 1969